# Clavier à membrane

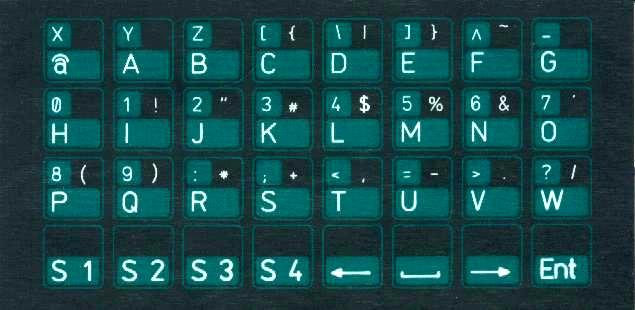
Robotron Z1013 clavier à membrane

Un clavier à membrane ou clavier souple est un clavier informatique constitué de multiples couches de polyester (type PET) imprimées, qui constituent le décor mais aussi les différents circuits.
Le décor est obtenu par sérigraphie des différents couleurs et textes, il peut être plat ou comprendre des gaufrages au niveau des touches ou DELs. Les différents circuits (touches, DEL, blindages) sont obtenus par sérigraphie d'encres argent, carbone et de différentes couches de vernis. Sur les circuits peuvent être rapporté des composants cms : DELs, coupelles métalliques (qui donnent sensation tactile) ou résistances. La sensation tactile peut être obtenue par l'insertion de coupelles métalliques mais aussi par un certain gaufrage du polyester pour des claviers d'entrée de gamme.
Les claviers à membranes sont majoritairements utilisés en interface homme-machine, sur des PC industriels ou boîtiers de commandes.
Dans les années 1980, les premiers claviers à membranes ont été réalisés en polycarbonate : beaucoup de ces derniers étaient de moindre résistance que les claviers actuels.